# Volvo ÖV4
La Volvo ÖV4 est le premier modèle produit par le constructeur automobile suédois Volvo.

## Historique et production
- En 1924, Gustaf Larson et Assar Gabrielsson, au cours d'un dîner dans un restaurant de Sturehof (quartier de Stockholm), décidèrent de créer un véhicule pour la Suède. Ils ont travaillé sur cette voiture, de ce qui serait le plus approprié pour une utilisation dans les conditions routières et climatiques de la Suède. Eux et leurs collaborateurs crée l'ÖV4 et la PV4 (version fermé).

- Le 25 juillet 1926, il avait été fait 10 prototypes de la voiture, la première construite a été appelée "Jakob".

- Le 14 avril 1927 à 10 h, le premier exemplaire quitte la chaîne de montage de l'usine de Lundby. Il était prévu de sortir 500 exemplaires pour la première année de construction pour les versions ouvertes et fermées, mais seulement 297 véhicules ont été construits.

- Entre 1927-1929, 694 voitures de ce modèle ont été réalisées.

- L'ÖV4 est rapidement dépassée. Elles sont remplacées par la PV651 en 1929.

## Désignation
ÖV est un diminutif de Öppen Vagn, voiture découverte en suédois. Le 4 signifie qu'elle a quatre places.

## Versions

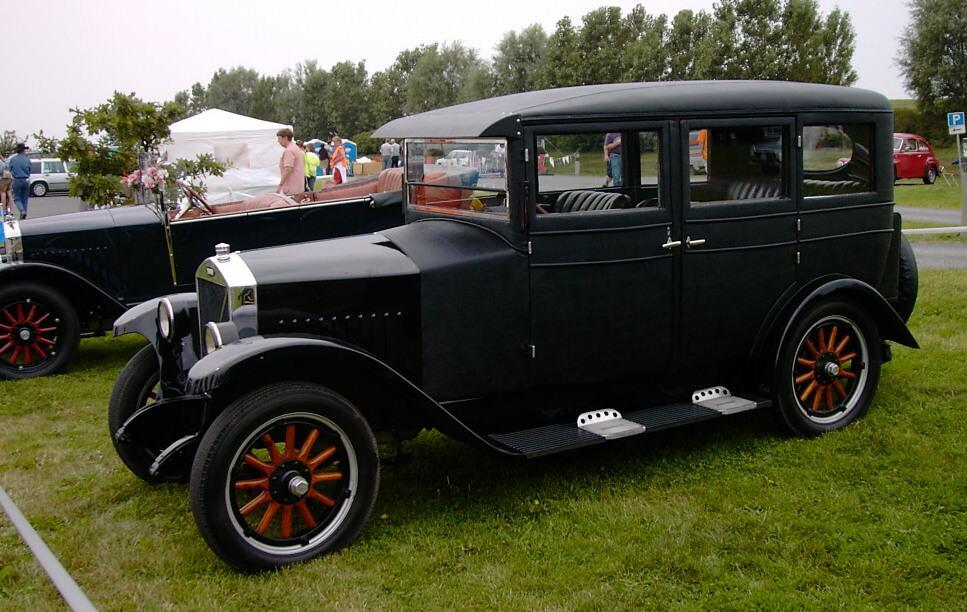
Volvo PV4

Une seule version différente fut fabriquée : la Volvo PV4 qu est la version fermée de l'ÖV4. Elle a été produite en moins grande quantité que sa grande sœur.

## Caractéristiques
- Châssis
  - L'ÖV4 avait un châssis en frêne et hêtre. Les panneaux latéraux étaient faits de tôle d'acier suédois.
  - Elle avait une roue de secours de 20 pouces avec des rayons en bois et une jante amovible.

- Moteur

Elle était équipée d'un moteur à quatre cylindres de 1 944 cm3, d'une puissance de 28 ch et d'un boite à trois vitesses. La vitesse maximale était de 92 km/h, cependant elle était recommandée à 60 km/h.
- Freins

Les modèles de 1927 étaient équipés de freins sur l'essieu l'avant. En 1928, les freins sur les deux essieux étaient en option.

## Galerie d'images

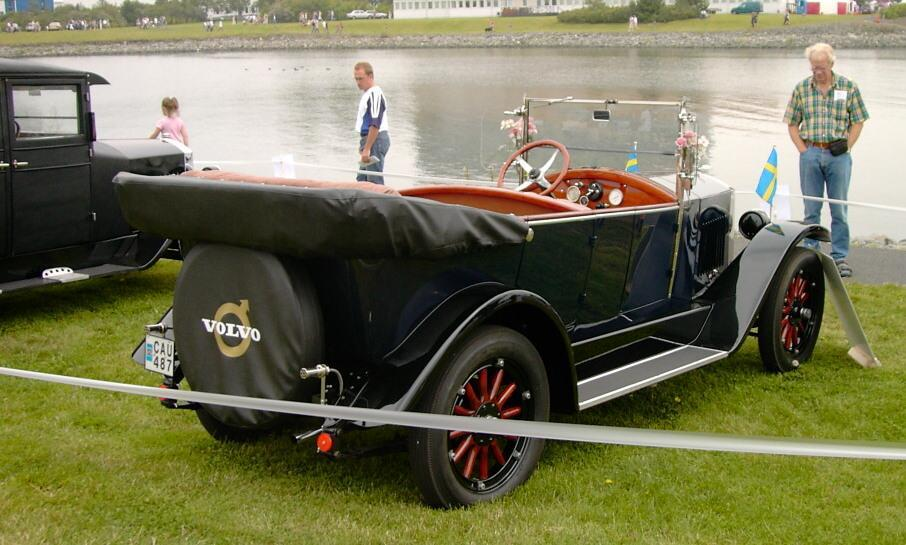
ÖV4, vue arrière
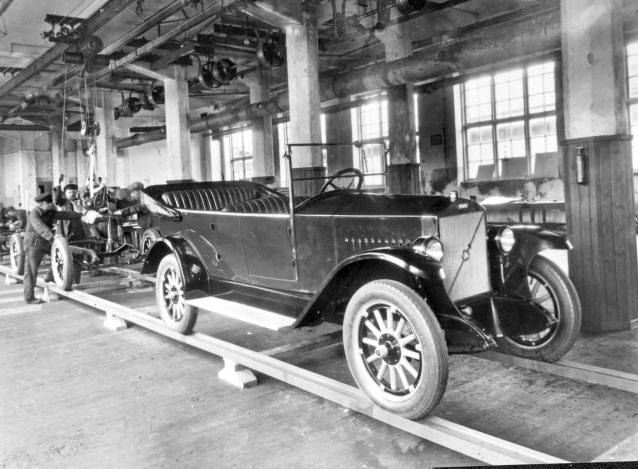
Chaine de montage de l'ÖV4
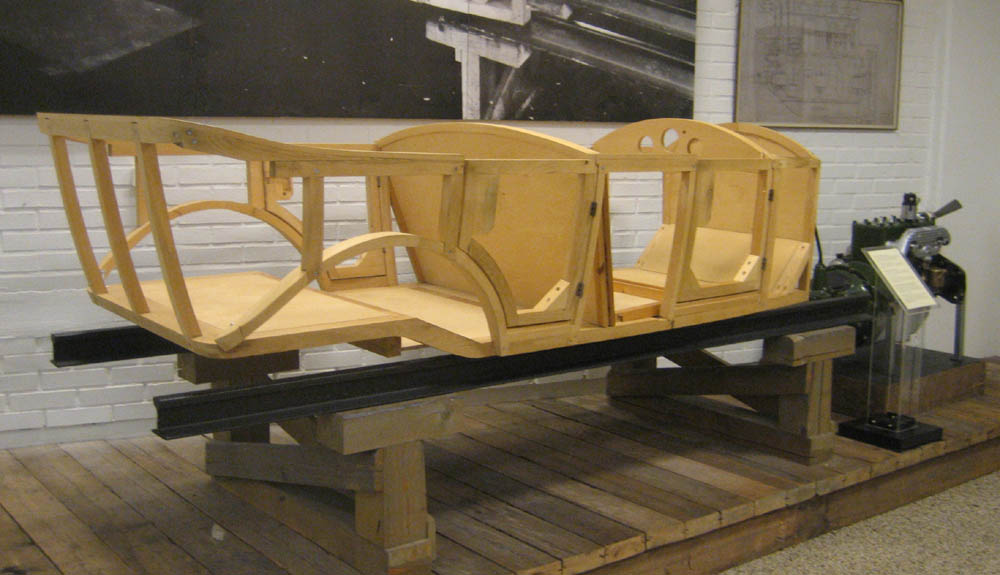
Châssis en bois de l'ÖV4
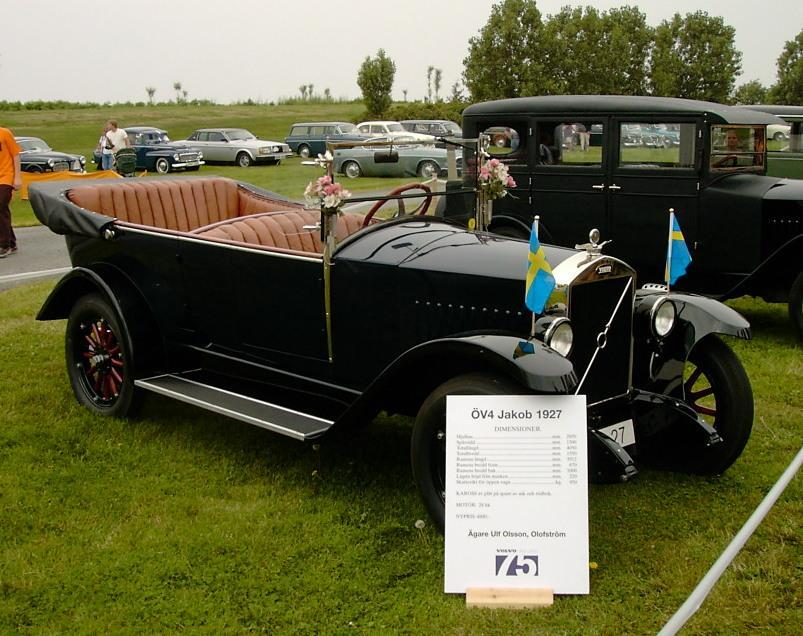
ÖV4, vue avant